# Pædagogisk idræt
Pædagogisk idræt er en pædagogisk teori/metode udviklet af Grethe Sandholm og Ole Eliasen på Peter Sabroe Seminariet (i dag en del af VIA University College) i slutningen af 1990’erne. Målet er at sætte fokus på bevægelse, idræt og sundhed gennem leg og læring. Pædagogisk idræt defineres som ’idræt, leg og bevægelse i en pædagogisk sammenhæng’. 
I pædagogisk idræt er der altid et pædagogisk mål, og idrætten bruges som et pædagogisk redskab til at nå målet. Pædagogisk idræt er udviklet til at skabe en didaktik i faget, der kan anvendes i en pædagogisk kontekst. En sammenkobling af pædagogiske forståelser og teorier, som er koblet på bevægelse.

## Pædagogikken kommer først
Pædagogisk idræt baserer sig på følgende kerneværdier: 
- Mestring - at kunne noget
- Sociale relationer
- Bevægelsesglæde
- De personlige sejre
- Det legende
- Oplevelsen af flow

Gennem tilrettelæggelse sikres aktiviteter, hvor både de voldsomme og de forsigtige kan deltage bl.a. ved at: – Der skal være en udvej – en pædagogisk bagdør, som kan benyttes, hvis man bliver utryg. Aktiviteten tilpasses altid målgruppen og de enkelte deltagere og ikke omvendt